# Роздолівка (Могилів-Подільський район)
Роздо́лівка — село в Україні, у Мурованокуриловецькій селищній громаді Могилів-Подільського району Вінницької області. Населення становить 741 особу. До 1964 року село носило назву Попова.
Село розташоване за 3 км від центру громади та за 20 км від залізничної станції Котюжани. До 2020 Роздолівській сільській раді були підпорядковані села Дружба, Перекоринці.

## Історія
Точних відомостей про заснування села немає. За переказами на місці теперішнього села були так звані «барські хутори», населені вихідцями з міста Бар. Село виникло на місці колишнього «попового хутора», звідки й дістало назву Попова.
В 1735 році на кошти прихожан була побудована дерев'яна трьохкупольна церква з окремою дзвіницею (на честь Покрови Пресвятої Богородиці)
В 1870 році була одержана грамота на будівництво кам'яного храму, але прихожани через відсутність коштів довго не приступали до його будівництва.
В 1882 році почалося будівництво церкви, але не кам'яної, а знову дерев'яної однокупольної, разом із дзвіницею. в цьому ж році стару церкву було розібрано. Матеріали пішли на будівництво нової церкви, яку було закінчено в 1883 році. Вартість будівництва — 4339 рублів (не враховуючи матеріалів старої церкви).
З старих церковних книг ми дізнаємось, що в 1739 році в с. Попова служив Іокин Солея, а в 1874 році — Василь Осачинський. Найдовше служив Симион Левицький.
З 1890 року працює церковно-приходська школа.
7 (20) листопада 1917 року, відповідно до Третього Універсалу Української Центральної Ради, увійшло до складу Української Народної Республіки.
12 червня 2020 року, відповідно до Розпорядження Кабінету Міністрів України № 707-р «Про визначення адміністративних центрів та затвердження територій територіальних громад Вінницької області», увійшло до складу Мурованокуриловецької селищної громади.
19 липня 2020 року, в результаті адміністративно-територіальної реформи та ліквідації Мурованокуриловецького району, село увійшло до складу новоутвореного Могилів-Подільського району.

## Населення

### Мова
Розподіл населення за рідною мовою за даними перепису 2001 року:
| Мова       | Відсоток |
| ---------- | -------- |
| українська | 98,92%   |
| російська  | 0,08%    |

## Уродженці села
- Вчителька Н. В. Балан нагороджена орденом Леніна.
- Клепко Василь Петрович (1918 р. - ?) - радянський воїн, санінструктор, учасник німецько-радянської війни. Кавалер ордену Леніна.
- Приходько Ольга Костянтинівна — український громадський діяч, педагог. Автор подільських родинних хронік і першого українського перекладу підручника з ботаніки.